# Gerbillus grobbeni
Gerbillus grobbeni (Піщанка Ґробена) — вид родини мишеві (Muridae).

## Поширення
Цей вид відомий тільки з типової місцевості, і може бути обмежений прибережною частиною Лівії, в прибережних піщаних дюнах.